# Бук (геральдика)
Назви рослин у топоніміці і геральдиці часто дозволяють отримати додаткову інформацію про їх поширення в минулому, про ландшафти, що існували раніше, і переважаючі рослинні угруповання. Зокрема визначення минулого кордону поширення бука європейського на території Євразії можна судити за топонімами, що збереглися, пов'язаних з буком .
У географічних назвах можна виділити елементи як сучасні, так і середньовічні, і більш давні, а також виникли в доісторичні часи і часто-густо дійшли до нас у зміненому вигляді. До найдавніших назв відносяться назви річок і чим більше їх масштаби, тим давніші топоніми. У топонімах використовуються назви рослин, що найчастіше зустрічалися в даній місцевості. З європейським буком пов'язані здебільшого назви територій, гір, міст, селищ, оскільки бук, маючи властивість утворювати ліси і лісову зону, характеризує займану ним місцевість.
Дерева, зокрема бук, зображуються на гербах тих місцевостей, де вони використовуються в назвах і становлять основу так званих гербів. До гербів, що говорять, відносяться і родові герби, зображення на яких служить розшифровкою прізвища на зразок ребуса. Друга причина появи бука на гербах — символіка, що йому надається. Символіка букового дерева в геральдиці описується так: «шляхетне терпіння, чистий спосіб життя і душевна задоволеність», що можна резюмувати як «народжені ми, щоб страждати». Третя причина — значення, яке приписувалося лісовим угіддям в економіці та суспільному праві Середньовіччя, що дійшло до наших днів. Деякі топоніми пов'язані з екземплярами букових дерев, які є місцевою пам'яткою через їх вік або у зв'язку з відомими подіями.
Серед гербів із зображенням бука європейського можна виділити герби адміністративних одиниць: комун, районів, округ тощо. До них належать також герби міст та сіл. Герби може бути складовими (наприклад, комун). Кожне поле такого герба є складовою спільноти. Існують родові герби із зображенням бука.
Назви рослин у топоніміці і геральдиці часто дозволяють отримати додаткову інформацію про їх поширення в минулому, про ландшафти, що існували раніше, і переважаючі рослинні угруповання. Зокрема визначення минулого кордону поширення бука європейського на території Євразії можна судити за топонімами, що збереглися, пов'язаних з буком.
- - в землі Саксонія-Ангальт:

|                     |                  |
| Чернівецька область | Хотинський район |

- - у землі Бранденбург:
    - Меркіш-Бухгольц — місто

|     |                    |
| Бух | Францезіш-Бухгольц |

- у Німеччині близько 1500 назв пов'язано з буком[4]:45:
  - Бухенвальд — знаменитий буковий ліс на південь від Брауншвайга, нім. Buchenwald — «буковий ліс»;

- - у землі Баден-Вюртемберг[5]:
    - Бухенбах, Аммербух, Вайль-ім-Шенбух, Штайнхайм-ам-Альбух — комуни;
    - Буггейм — район муніципалітету Марх;
    - Буох нім. Buoch — район муніципалітету Ремсгальден;
    - Бухен (Оденвальд), Вальденбух, Бад-Бухау — міста;
    - Бюхіґ — частина міста Штутензеї;
    - Райгенбух — район міста Мосбах;
    - Зілленбух — округ міста Штутгарт

|          |          |                 |                     |         |         |                          |      |          |       |
| Бухенбах | Аммербух | Вайль-ім-Шенбух | Штайнхайм-ам-Альбух | Кюкельс | Буххейм | Бальцгольц, район Бойрен | Буох | Мангаген | Ваабс |

|       |                   |            |               |                  |           |           |           |
| Бюгіг | Бухен (Оденвальд) | Вальденбух | Фрідріхсгафен | Блумберг (місто) | Бад-Бухау | Райхенбух | Зілленбух |

- - у землі Баварія:
    - Бюхенбах — муніципалітет та один з її районів;
    - Бух-ам-Вальд, Роттенбух, Ротенбух, Бухдорф, Гаймбухенталь, Бух-ам-Бухрайн, Гагенбюхах, Райтенбух, Бух, Бухбах — муніципалітети;
    - Бухбах — округ муніципалітету Штайнбах-ам-Вальд;
    - Бухлое — місто;
    - Ерлбах — район міста Еттінген-ін-Баєрн

|              |           |         |               |                |            |           |                 |                                        |
| Бух-ам-Вальд | Роттенбух | Бухдорф | Гаймбухенталь | Бух-ам-Бухрайн | Гагенбюхах | Райтенбух | Гоенпайссенберг | Бухбах, округ комуни Штайнбах-ам-Вальд |

|          |                 |     |        |         |           |          |               |          |
| Ротенбух | Комуна Бюхенбах | Бух | Бухбах | Пухгайм | Обераурах | Цайтлофс | Штефанспошинг | Бухбрунн |

|             |        |
| Вальдмюнхен | Ерлбах |

- - у землі Берлін:
    - Бух і Францезіш-Бухгольц — райони Берліна;

|     |               |                 |     |         |           |                       |                           |
| Бух | Бух-ін-Тіроль | Бух-Гайзельдорф | Пак | Гшнайдт | Бухкірхен | Санкт-Йохан-ін-Вальда | Пішельсдорф-ін-Енгельбасі |

- - у землі Гессен:
    - Бюхенб — район міста Штайнбах;
    - Вахенбухен — састина Майнталю;
    - Бухшлаг — район муніципалытетуДрайайх

|              |                 |         |           |
| Ріц-Ноєндорф | Меркіш-Бухгольц | Шлепциг | Гросрешен |

- - у землі Північний Рейн-Вестфалія:
    - Бохольт — місто;
    - Бьокенфьорде — район міста Ліппштадт;
    - Бухен — район міста Зіген;
    - Гамм-Бокум-Гевель — район міста Гамм;
    - Боке — район міста Дельбрюк;
    - Бохольд — район міста Ессен

|       |          |         |                           |            |
| Ністе | Гофбібер | Бухшлаг | Бюхенбах, район Штайнбаха | Вашенбухен |

- - в землі Мекленбург — Передня Померанія[6]:
    - Альт-Буков — муніципалітет;
    - Нойбуков — місто

|            |           |        |          |
| Альт-Буков | Кухельміс | Землов | Нойбуков |

- - в землі Нижня Саксонія:
    - Бокель, Бокгорст, Бухгольц — муніципалітети;
    - Бухгольц-ін-дер-Нордгайде — місто;
    - Бокелог — село, частина міста Вунсторф, назва означає «буковий ліс»

|     |        |
| Оре | Меллін |

- - у землі Рейнланд-Пфальц;
    - Гамбух, Бюхенбойрен, Бух — муніципалітети

|                        |
| Ганкенсбюттель (округ) |

|        |          |       |           |             |          |          |         |
| Бокель | Бокгорст | Оттер | Графгорст | Марієнгаген | Штаймбке | Бухгольц | Віттмар |

|                           |         |                                       |            |         |
| Бухгольц-ін-дер-Нордхайде | Бокелох | Міленгаузен частина Ганноверш-Мюндена | Гемкенроде | Дештедт |

- - у землі Тюрінгія:

|         |              |       |              |      |         |                          |
| Бохольт | Бьокенфьорде | Бухен | Бокум-Хефель | Боке | Бохольд | Гьозель, район Ратінгена |

|        |             |     |              |           |              |             |
| Гамбух | Бюхенбойрен | Бух | Даксенгаузен | Берлінген | Кляйнмайшайд | Валлертгайм |

- - у землі Шлезвіг-Гольштейн:
    - Бюхен — амт і муніципалітет;
    - Бокслунд, Бокгольт-Ганреддер, Бокельрем, Бокгорст, Бухгорст, Бокзе, Бокель — муніципалітети;
    - Бьоклунд, Бохорст-Ванкендорф — амти

|       |          |                    |           |          |          |       |          |
| Бюхен | Бекслунд | Бокгольт-Ганреддер | Бокельрем | Бокгорст | Бухгорст | Бокзе | Понсдорф |

|         |        |           |       |              |           |             |       |
| Грауель | Вінзен | Еліксдорф | Драге | Ферден-Барль | Рольсторф | Бродерсдорф | Зерен |

|           |            |           |        |         |           |        |
| Зофінгамм | Гольцбунге | Баргштедт | Бокель | Регорст | Гамфельде | Кетель |

|       |         |                     |        |
| Бюхен | Беклунд | Бокгорст-Ванкендорф | Селент |

- в Австрії:
  - Бух — муніципалітет;
  - Бух-ін-Тіроль — муніципалітет у федеральній землі Тіроль;
  - Бух-Гайзельдорф — муніципалітет у федеральній землі Штирія;
  - Бухкірхен — муніципалітет у федеральній землі Верхня Австрія

|               |            |            |
| Кляйнбартлофф | Фолленборн | Вольфсберг |

- у Словаччині:
  - Буковський Врх — гірський масив, Вельки Буковець — гора

- в Чехії:
  - Бук (Прахатицький район) і Бук (Пшеровський район) — гемайндени;
  - Бук — східна частина міста Їндржихув-Градець та дві гміни;
  - Буковани — два міста, село і частина міста Нови Бор району Чеська Липа;
  - Буковина над Лабом — район;
  - Бучина — село на околицях міста Високе Мито

|                                 |                                     |                                   |                                     |                    |                       |             |
| Гемайнден Буковець (Словаччина) | Місто Буковани (Годонінський район) | Село Буковани (Оломоуцький район) | Місто Буковани (Соколівський район) | Буковина над Лабом | Село Буковець (Чехія) | Село Бучина |

- в Польщі:
  - Бук — гміна та її адміністративний центр, три села та два селища;
  - Буківсько — гміна в Підкарпатському воєводстві;
  - Буковно — гміна в Малопольському воєводстві

|     |           |         |          |       |               |
| Бук | Буківсько | Буковне | Буковець | Добра | Старе Чарново |

- в Угорщині та Румунії:
  - Бюкк — гірський масив та місто в Угорщині, село в Румунії;
  - Магас-бюкк — гора у Східних Карпатах;
  - Баконь — гірський хребет;
  - Бюккбрани — село;
- у Франції:
  - Оффе та Феї — муніципалітети;
  - Отфаж-ла-Тур — муніципалітет в департаменті Лот і Гаронна, назву можна перекласти як «високий бук»;
  - Фо-Френе — муніципалітет в департаменті Марна

|      |     |          |                |            |             |
| Оффе | Феї | Фо-Френе | Сен-Жуст-Ібарр | Вільнувель | Бульт-о-Буа |

- у Хорватії:
  - Скрадинський Бук, Білушич Бук, Корика Бук — водоспади на річці Крка;
- у Сербії:
  - Бакулья — гора, згаслий вулкан;
- в Іспанії:
  - Фачека — муніципалітет;
  - Лос-Файос — муніципалітет.

|                 |        |          |         |           |             |       |
| Басабуруа-Майор | Селайя | Песагеро | Балейра | Лос-Файос | Ла-Вілуенья | Відра |

- У Данії:
  - Фруенс Беге — передмістя міста Оденсе

|                   |          |                  |                  |
| Персторп (комуна) | Толларпс | Округ Норра-Осбо | Район Седра Осбо |